# 552420 Flodubeyjames
552420 Flodubeyjames è un asteroide della fascia principale. Scoperto nel 2013, presenta un'orbita caratterizzata da un semiasse maggiore pari a 3,1488066 au e da un'eccentricità di 0,1342684, inclinata di 9,49777° rispetto all'eclittica.